# Jasper Francis Cropsey
Jasper Francis Cropsey (Rossville, Staten Island, 18 de fevereiro de 1823 – ?, 23 de abril de 1900) foi um pintor dos Estados Unidos, membro da Escola do Rio Hudson.
Nasceu na fazenda de seu pai Jacob Rezeau Cropsey, e durante a infância não gozou de boa saúde. Quando estava doente, passava o tempo a desenhar estruturas arquitetônicas e paisagens. Depois de estudar arquitetura por cinco anos, abriu um escritório próprio em 1843, mas logo depois de ver a exposição Italian Compositions decidiu se dedicar à pintura de paisagem. Casou com Maria Cooley em 1847, viajou pela Europa e fixou residência em Londres por sete anos, período em que enviou pinturas para os salões da Royal Academy.
Voltando para os Estados Unidos em 1863, abriu um atelier em Nova Iorque, sendo um dos co-fundadores da American Society of Painters in Water Colors em 1866. A arquitetura permaneceu uma influência em seu trabalho de pintura por toda a vida, auxiliando na organização das formas. Ele é mais lembrado pelo seu uso original da cor e como membro da Escola do Rio Hudson de paisagismo. Como seus colegas, acreditava que a pintura de paisagem era a mais alta forma de arte e que a natureza era uma manifestação de Deus. E como eles via as belezas naturais de sua terra sob uma óptica de patriotismo e exaltação. Morreu no anonimato, mas hoje suas obras estão nos melhores museus americanos.
Sepultado no Cemitério de Sleepy Hollow.